# Roque Ditro
Roque Mario Ditro (Buenos Aires, 17 agosto 1936 – 9 aprile 2001) è stato un calciatore argentino, di ruolo difensore.

## Caratteristiche tecniche
Giocava come difensore; ricoprì i ruoli di terzino sinistro o centrale. Era abile nel gestire il gioco, mentre difettava in marcatura.

## Carriera

### Club
A 21 anni Ditro debuttò nella prima squadra dell'Argentinos, dopo aver giocato nelle giovanili del club. Nell'annata del suo esordio ottenne un decimo posto in classifica, con 28 punti raccolti in 30 partite. In seguito divenne titolare, partecipando peraltro alla stagione del secondo posto (1960), raggiunto a pari merito  con il River Plate a quota 39 punti. Dopo aver disputato la Primera División 1961, venne ceduto al River Plate. Debuttò nel corso del campionato del 1962, e rimase nei ranghi del club sino al 1964; in tre stagioni, assommò 23 presenze, senza segnare alcuna rete. Nel 1965 fu acquistato dal Boca Juniors, rientrando così nel novero dei giocatori che hanno vestito le maglie di entrambe le maggiori società di Buenos Aires. Con la nuova casacca debuttò il 10 maggio, in una amichevole contro i cileni del Colo-Colo, giocando 90 minuti. Prese parte alla sua prima gara ufficiale il 9 maggio contro il Platense di Vicente López. Nel campionato 1965 raccolse 3 presenze, tutte nel mese di maggio, e al termine della stagione poté fregiarsi del titolo di campione d'Argentina. Nel 1966 debuttò in Coppa Libertadores, affrontando i venezuelani del Lara. Dopo 3 partite di campionato tra il giugno e il luglio 1966 non vestì più la maglia boquense, passando nel 1967 al Deportivo Español, con cui si ritirò.

### Nazionale
Con la propria selezione nazionale raccolse 3 presenze nel 1963. Debuttò il 13 marzo, durante l'incontro tra Argentina e Perù di Cochabamba, valido per il Campeonato Sudamericano de Football 1963. In tale occasione fu schierato a centrocampo, come mediano sinistro, affiancando Griguol e Vázquez. Giocò poi contro Ecuador (20 marzo) e Brasile (24 marzo): nel primo incontro fu impiegato come mediano destro, e uscì al 72º per lasciar spazio a Ferreiro; nel secondo, sempre nel medesimo ruolo, giocò i primi 59 minuti, venendo poi sostituito da Cardoso.

## Palmarès

### Club

#### Competizioni nazionali
- Campionato argentino: 1

Boca Juniors: 1965